# CEMP1
CEMP1 (англ. Cementum protein 1) – білок, який кодується однойменним геном, розташованим у людей на 16-й хромосомі. Довжина поліпептидного ланцюга білка становить 247 амінокислот, а молекулярна маса — 25 959.
| 10         |  | 20         |  | 30         |  | 40         |  | 50         |
| ---------- |  | ---------- |  | ---------- |  | ---------- |  | ---------- |
| MGTSSTDSQQ |  | AGHRRCSTSN |  | TSAENLTCLS |  | LPGSPGKTAP |  | LPGPAQAGAG |
| QPLPKGCAAV |  | KAEVGIPAPH |  | TSQEVRIHIR |  | RLLSWAAPGA |  | CGLRSTPCAL |
| PQALPQARPC |  | PGRWFFPGCS |  | LPTGGAQTIL |  | SLWTWRHFLN |  | WALQQREENS |
| GRARRVPPVP |  | RTAPVSKGEG |  | SHPPQNSNGE |  | KVKTITPDVG |  | LHQSLTSDPT |
| VAVLRAKRAP |  | EAHPPRSCSG |  | SLTARVCHMG |  | VCQGQGDTED |  | GRMTLMG    |

A: Аланін

C: Цистеїн

D: Аспарагінова кислота

E: Глутамінова кислота

F: Фенілаланін

G: Гліцин

H: Гістидин

I: Ізолейцин

K: Лізин

L: Лейцин

M: Метіонін

N: Аспарагін

P: Пролін

Q: Глутамін

R: Аргінін

S: Серин

T: Треонін

V: Валін

Локалізований у цитоплазмі.